# GIMP
GIMP (/gimp/, acronyme de GNU Image Manipulation Program) est un logiciel de manipulation et de retouche d'images. Diffusé sous licence GPLv3, c'est un logiciel libre et gratuit. Il est disponible sous MacOS, Linux et Microsoft Windows.
Il dispose d'outils pour la retouche, le photomontage, le dessin à main levée, la conversion entre différents formats, et diverses tâches plus complexes. Des images animées peuvent être créées en utilisant un plugin d'animation. En utilisant les calques et la transparence, le logiciel peut aussi servir à tracer de la rotoscopie.
Il fait partie des logiciels libres préconisés par l’État français dans le cadre de la modernisation globale de ses systèmes d’informations (SI). 
Gimp est un projet à but non-lucratif. Le développement du logiciel est soutenu par une communauté de nombreux bénévoles (informaticiens, photographes, graphistes) de différents pays .  

## Histoire
Le projet a été lancé en 1995 par Spencer Kimball et Peter Mattis. GIMP signifiait initialement General Image Manipulation Program. Il était destiné en premier lieu aux systèmes UNIX et Linux ainsi que Darwin (la base de Mac OS X), mais fonctionne aussi sous Windows. Sa mascotte officielle est Wilber.

## Caractéristiques

### Un logiciel libre
Gimp est un logiciel libre et gratuit. Sa licence GPLv3, autorise toute personne, toute entreprise ou toute organisation à l'utiliser de facon illimitée pour n'importe quel usage.
Le projet GIMP est porté par une communauté de volontaires du monde entier dont des informaticiens, des photographes, des graphistes et des traducteurs.

### Caractéristiques techniques
- Le format spécifique de GIMP est le format XCF, qui permet de conserver les calques, canaux, et autres paramètres propres à une image modifiée avec GIMP (l'équivalent du format PSD sous Adobe Photoshop). GIMP supporte également le format OpenRaster.

- Début 2014, il n'était pas encore compatible avec le mode CMJN[8] pour l'impression professionnelle. Il était cependant possible de traiter les images en quadrichromie grâce à l'ajout de l'extension Separate+[9]. Depuis la version de développement 2.9.4[10] puis la série 2.10 basée sur GEGL et sortie le 27 avril 2018, cela est à présent possible[11].
- Une des grandes forces de GIMP est sa capacité de « scriptage ». Il est interfacé avec de nombreux langages de programmation, en particulier Guile, Scheme, Perl et Python. Cela permet d'automatiser des traitements répétitifs et d'écrire des modules d'extension.
- Les versions GIMP 2.8 et supérieures permettent de réunir les différentes fenêtres dans une seule par un système d'onglets, facilitant ainsi leur gestion.
- Il existe un greffon spécialisé dans l'animation appelé GAP (GIMP Animation Package), permettant l'import et l'export dans différents formats vidéo, de déplacer, tourner et agrandir des objets sur différentes couches, et d'y ajouter du son.
- Il traite le format « Photoshop ABR brush » des brosses Photoshop (à partir de la version 2.4).
- GIMP a donné lieu, outre la création de GTK+, à un grand nombre de développements annexes, comme Gutenprint, GIMPshop, GimPhoto, CinePaint (autrefois Film GIMP), GIMP Mode ou GEGL (GEneric Graphical Library).

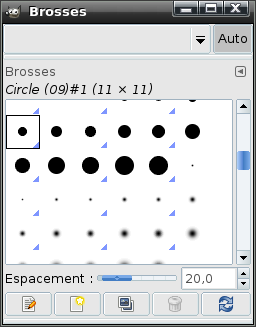
Boîte à dialogue des brosses sous KDE.

Les outils de manipulation de GIMP sont accessibles grâce à des boîtes à outils, des menus déroulants et des boîtes de dialogue (qui sont aussi connus sous le nom de palettes). Ces outils sont des brosses et des filtres, mais aussi des outils de transformation, de sélection et de calques.
Par exemple, GIMP possède par défaut 48 brosses, mais il est possible d'en créer ou d'en télécharger puis installer de nouvelles ; de plus la compatibilité de GIMP avec les brosses Photoshop permet l'installation des brosses dans ce format qui est beaucoup plus répandu sur la toile. Les brosses peuvent être utilisées avec les outils crayon, pinceau, gomme, aérographe, clonage, correcteur et l'outil de clonage en perspective.

### Support des couleurs
GIMP possède une palette de sélection des couleurs d'arrière et premier plan avec les formats de codage de couleur RGB, HSV, CMYK. En outre, il possède aussi un outil « pipette à couleur » qui permet de prélever des couleurs sur une image.
GIMP traite aussi les dégradés, il les intègre même dans ses outils comme les brosses et l'outil de remplissage. Il possède par défaut une grande variété de dégradés de couleurs, et tout comme les brosses il est possible d'en créer ou d'en télécharger de nouveaux.

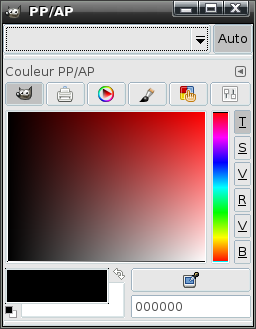
Boîte à dialogue des couleurs sous KDE.

### Outil de sélection et calques
GIMP possède des outils de sélection rectangulaire, elliptique et à main levée. Il a aussi la fonctionnalité de pouvoir agir sur la taille et la position de la sélection grâce à des poignées sans transformer le contenu. Il est aussi possible de créer des chemins et de les convertir en sélection et vice versa.
L'outil « extraction du premier plan » de GIMP permet de sélectionner un objet ou une personne sans utiliser l'outil de sélection à main levée peu précis et sans convertir un chemin prenant trop de temps.
GIMP possède une gestion des calques, pouvant ainsi rendre des couches de l'image visibles, invisibles ou transparentes.

Animation montrant les boîtes à dialogue des calques, canaux et chemins.

### Chemins
Les chemins contiennent des segments et des courbes comparables à du dessin vectoriel. Ils peuvent être nommés, sauvegardés, agrandis sans perte de qualité, tracés d'un simple trait ou en utilisant des brosses, ou venir d'une sélection. Les chemins peuvent être aussi utilisés pour créer des sélections complexes. Ils peuvent aussi être courbés au moyen de poignées modulables.

### Effets, scripts et filtres
GIMP possède par défaut à peu près 150 effets et filtres, nommés script-fu, classés par types (flou, distorsion, artistique…).
Il est aussi possible de créer ou télécharger des scripts. GIMP supporte comme langage de script Perl, Tcl ou Python. Le support du langage Ruby n'est pour l'instant qu'au stade expérimental.
Il est possible de créer différents effets sur le texte ainsi que sur les images.

## Distribution
GIMP est disponible pour une grande variété de systèmes d'exploitation et d'architectures de processeur. GIMP est inclus comme éditeur d'image par défaut dans beaucoup de distributions Linux, comme Debian, Ubuntu, Mandriva, Mageia, SUSE, et Fedora.

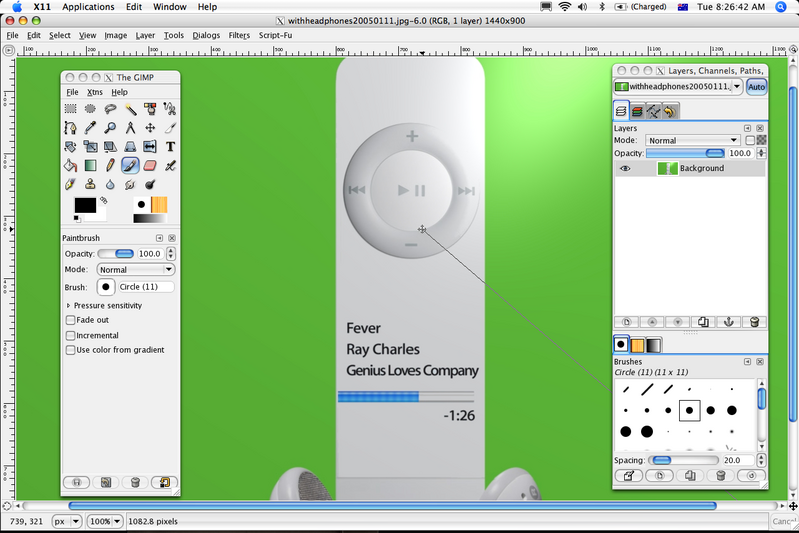
GIMP sous Mac OS X.
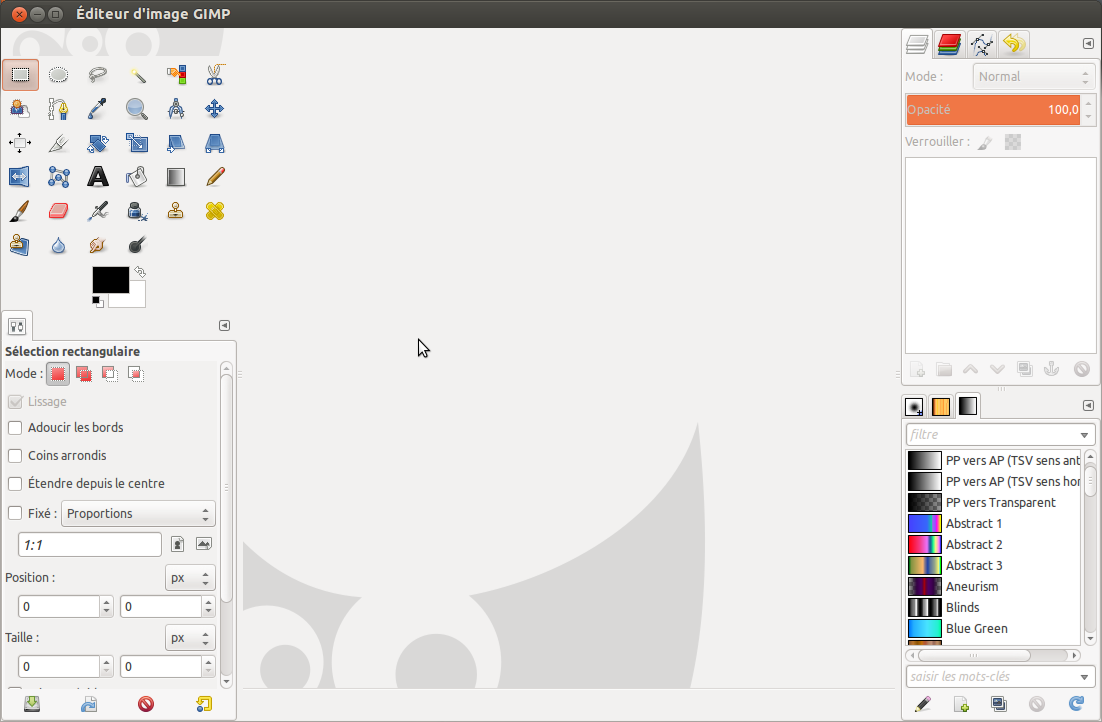
GIMP sous Ubuntu.
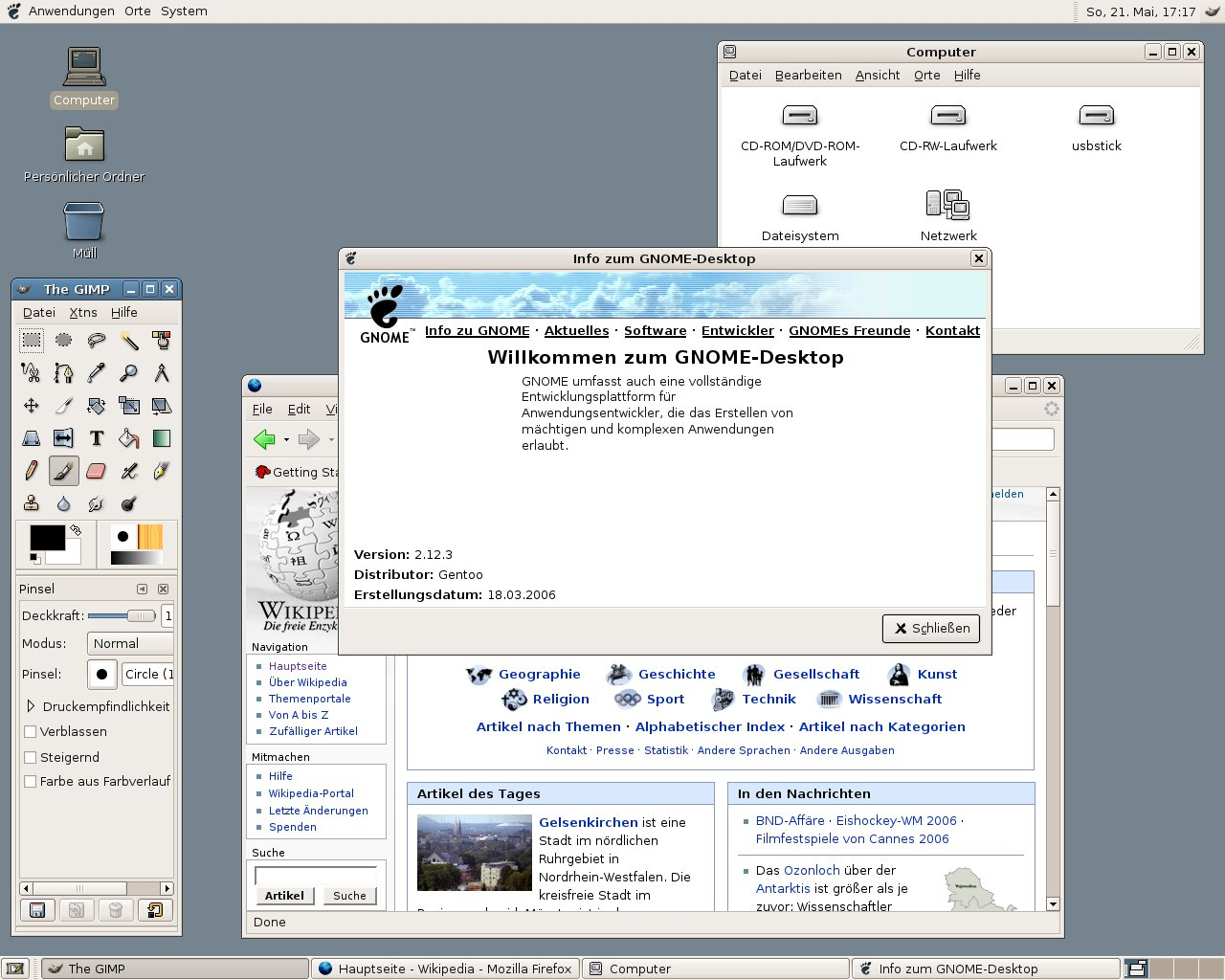
GIMP sous Gentoo en allemand.
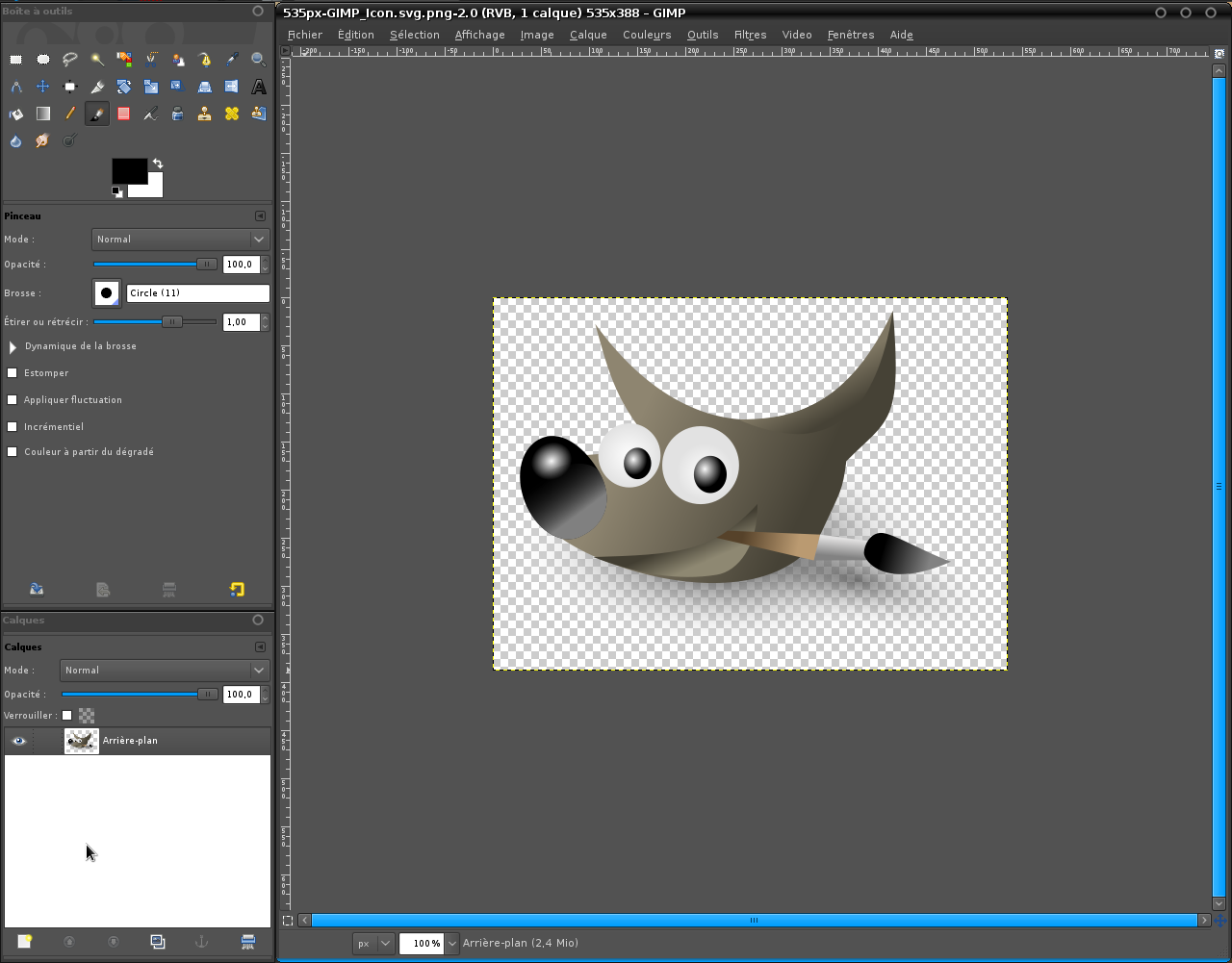
GIMP sous Ubuntu Studio.
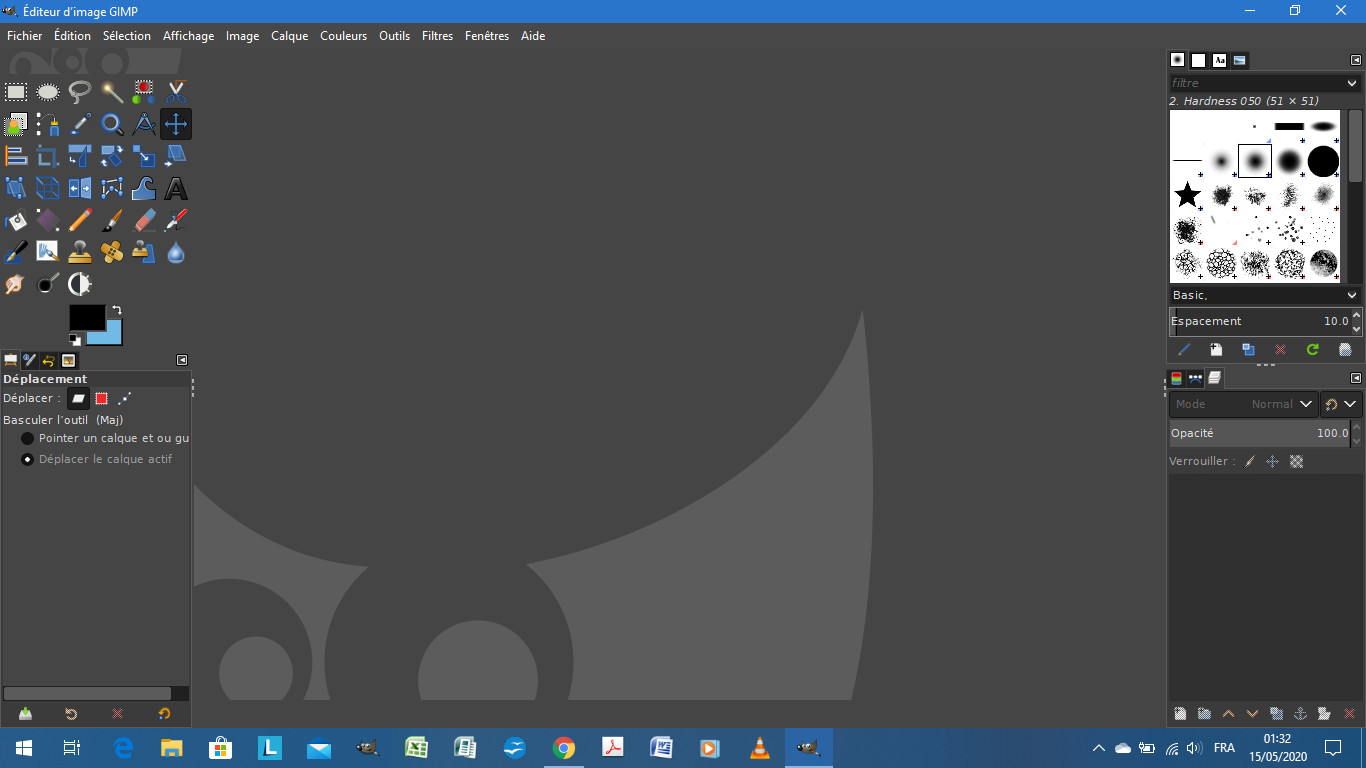
GIMP sous Windows 10.

GIMP fonctionne sans problème sous KDE, sa bibliothèque étant simplement chargée en doublon avec celle de KDE. Si la RAM est suffisante, les performances n'en souffrent pas de façon notable, hormis un peu de contention sur les caches de données et d'instructions. Il fonctionne également sous Windows, Mac OS X et Solaris.

## Greffons
Les greffons (traduction française pour plugin) sont des modules complémentaires qui étendent les possibilités de GIMP. Placés dans le dossier "plug-ins" de GIMP, ce sont des exécutables binaires écrits en C ou C++ puis compilés (Windows PE avec extension .exe ou binaires ELF pour les systèmes à base UNIX), qui sont donc susceptibles de fonctionner plus vite ou d'effectuer des opérations plus complexes que les scripts.
Citons parmi les plus connus :
- Resynthesizer éditeur de textures ;
- The Texturize autre éditeur de textures ;
- GIMP animation package (ou GAP), outil d'animation bitmap, permettant l'import/export dans les formats vidéo les plus courants, l'onion skin, la synchronisation du son, etc. ;
- G'MIC (GREYC's Magic for Image Computing) : G'MIC est un langage de script libre pour le traitement des images. Mais ses auteurs ont créé une interface graphique qui fonctionne comme greffon de GIMP, et qui inclut actuellement (2018) plus de 500 scripts différents, soit l'équivalent de 500 greffons en C, en Python ou en TinyScheme. Le greffon G'mic permet la prévisualisation des effets (alors qu'il n'y a pas de prévisualisation pour les scripts dans GIMP).
- Liquid rescale permet de redimensionner les calques par un algorithme de redimensionnement prenant en compte le contenu de l'image. Il est possible de définir les zones où les dimensions initiales doivent être respectées et des zones dont le poids est négatif, qui seront effacées lors d'un rétrécissement. Cette méthode est utile par exemple dans le cadre d'une image dont on souhaite agrandir la taille horizontale, sans que ne soit déformé le personnage au centre. On définit alors un calque de préservation sur ce dernier, avant d'augmenter la taille en X. Le décor sera étiré, tandis que le personnage central gardera les mêmes proportions[13].

## Historique des versions
| Versions majeures | Versions mineures | Dates de sortie et changements majeurs |
| ----------------- | ----------------- | --- |
| 0.x               | 0.54 – 0.99.31    | 15 février 1996 |
| 1.0.x             | 1.0.0 – 1.0.3     | 5 juin 1998 |
| 1.2.x             | 1.2.0 – 1.2.5     | 25 décembre 2000 : amélioration de l'interface utilisateur, correction de bogues. |
| 2.0.x             | 2.0.0 – 2.0.6     | 23 mars 2004 |
| 2.2.x             | 2.2.0 – 2.2.17    | 19 décembre 2004 |
| 2.4.x             | 2.4.0 – 2.4.7     | 27 octobre 2007 |
| 2.6.x             | 2.6.0 – 2.6.12    | 1er octobre 2008 : GEGL |
| 2.8.x             | 2.8.0 – 2.8.22    | 2 mai 2012 : Mode fenêtre unique à onglets, groupes de calques, outil texte |
| 2.10.x            |                   | 27 avril 2018 : Traitement d'image exclusivement assuré par GEGL désormais. Possibilité de travailler sur des images 8, 16, 32 ou même 64 bits, en nombre entier ou flottant, avec encodage linéaire ou correction gamma. Intégration du système de brosses de MyPaint, rotation et inversion du canvas, support d'OpenCL.                                              |
| 3.0.x             |                   | 16 mars 2025 : Portage vers GTK+ 3, modifications non-destructive pour la plupart des filtres, support des fichiers BC7 DDS et export au format PSD de meilleur qualité, augmentation de la taille des calques automatique, les textes stylisés (ombres, chanfrein…) restent modifiables, manipulation des groupes de calques, amélioration de la gestion des couleurs… |

## Mascotte
La mascotte du logiciel, « Wilber », a été créée avec GIMP le 25 septembre 1997 par le Finlandais Tuomas Kuosmanen, connu sous le pseudonyme tigert. Elle a reçu des accessoires additionnels d'autres développeurs de GIMP, qui peuvent être trouvés dans le Wilber Construction Kit, inclus dans le code source de GIMP dans : /docs/Wilber_Construction_Kit.xcf.gz.

Wilber version 1997
Wilber version 2007
Wilber depuis la version 2025 (3.0)